# Marina Erakovic
Marina Erakovic (født 6. marts 1988) er en newzealandsk tennisspiller. Hun repræsentere sit land under OL 2012 i London, der blev hun slået ud i første runde i single. Hendes højeste placering på WTA-listen er i single en 39. plads, som hun nåede i maj 2012, og i double en 25. plads fra juni 2013. Hun har vundet én WTA-turnering, U.S. National Indoor Tennis Championships i Memphis i februar 2013, hvor hun i finalen besejrede Sabine Lisicki, der måtte opgive efter første sæt med en skade. Derudover har hun vundet otte titler i double.